# 통일동산
통일동산은 통일전망대에서 동화경모공원에 이르는 남북통일 관련 단지이다.

## 주요 시설
- 오두산 통일전망대
- 파주축구국가대표훈련원
- 고려통일대전
- 동화경모공원
- 헤이리 마을
- 경기미래교육캠퍼스 (옛 파주영어마을)
- CJ ENM 스튜디오센터
- 전통건축부재보존센터
- 국립민속박물관 파주관
- 신세계 사이먼 파주프리미엄아울렛
- 법흥1리 이주단지